# Gerhard Karner
Gerhard Karner (Melk, 1967. november 13. –) osztrák politikus, 2021-től Ausztria belügyminisztere.

## Élete
Karner Melkben érettségizett, majd felvették a Bécsi Közgazdaságtudományi Egyetemre, ahol mesterdiplomát szerzett. 1996 és 2000 között az alsó-ausztriai ÖVP sajtótisztviselőjeként dolgozott. 2003-ban a párt tartományi vezetője lett, ezt a tisztséget 2015-ig töltötte be. 2015 és 2021 között Alsó-Ausztria tartományi parlamentjének második elnöke és Texingtal polgármestere volt.
Alexander Van der Bellen 2021. december 6-án nevezte ki miniszterré. Amikor miniszteri esküt tett, lemondott minden helyi és tartományi politikai tisztségéről.
Karner házas és három gyermek apja. Texingtalban él.

## Fordítás
Ez a szócikk részben vagy egészben  a   Gerhard Karner című német Wikipédia-szócikk ezen változatának fordításán alapul.  Az eredeti cikk szerkesztőit annak laptörténete sorolja fel. Ez a jelzés csupán a megfogalmazás eredetét és a szerzői jogokat jelzi, nem szolgál a cikkben szereplő információk forrásmegjelöléseként.